# 네이버 메모
네이버 메모(Naver Memo)는 글자 서식, To-do 리스트, 사진, 음성, 그리기 등으로 생각을 간편하게 정리하는 네이버의 쓰기 전문 서비스이다. 안드로이드 OS와 iOS 둘 다 지원 가능하다. 메모 작성 형식은 대체적으로 마이크로소프트 원노트와 비슷하다.

## 특이 사항
네이버 앱이나 네이버 웨일 앱으로 접속할 때, 네이버 메모를 실행할 때 쉽게 확인할 수 있으나, 네이버 메모 앱에서 작성한 메모 글감은 네이버 메모 앱에서만 동기화가 가능하다. 서식이 지원하게 되는 항목으로는 굵기, 밑줄, 형광펜 등의 기능만 제공할 수 있게 된다. 그리고 2024년 3월 2일부터 네이버 메모에 삭제한 메모의 보관 기간이 무기한에서 30일간으로 변경되었다. 작성된 해당 메모를 삭제할 경우, 삭제일로부터 휴지통에 30일간만 보관하고 이후에는 자동으로 없어진다.

## 같이 보기
- 마이크로소프트 원노트
- 네이버 Keep
- 네이버 MYBOX
- 네이버 메일
- 네이버 파파고